# Афинеево (Владимирская область)
Афинеево — село в Юрьев-Польском районе Владимирской области России, входит в состав Красносельского сельского поселения.

## География
Село расположено в 7 км на запад от райцентра города Юрьев-Польский на автодороге 17Н-756 Юрьев-Польский – Горки.

## История
В патриарших окладных книгах 1628 года Афинеево значится вотчиной патриарха Московского. В книгах Дворцового приказа от 1669 года в селе Афинееве значится церковь во имя Покрова Пресвятой Богородицы и 36 дворов. В 1803 году вместо деревянной церкви прихожане на свои средства построили каменную церковь с колокольней и оградой. Престолов в ней было два: в холодной — в честь Покрова Пресвятой Богородицы и в теплом приделе — во имя святого Дмитрия Солунского. В 1893 году приход состоял из одного села, в котором числилось 68 дворов, мужчин — 217, женщин — 236. 
В годы Советской Власти церковь была полностью разрушена. В 2005 — 2009 годах на месте бывшей церкви была построена новая каменная Церковь Троицы Живоначальной
В конце XIX — начале XX века село входило в состав Ильинской волости Юрьевского уезда.
С 1929 года село входило в состав Красносельского сельсовета Юрьев-Польского района.

## Население
| 1859 | 1905 | 2002 | 2010 | 2021 |
| ---- | ---- | ---- | ---- | ---- |
| 327  | ↗467 | ↘15  | ↘11  | ↗24  |

## Достопримечательности
В селе расположена действующая Церковь Троицы Живоначальной (2005).